# ییسلوم
جیسلوم (به هلندی: Jislum) یک منطقهٔ مسکونی در هلند است که در فروردرادیل واقع شده‌است. جیسلوم ۶۵ نفر جمعیت دارد.